# Microcar

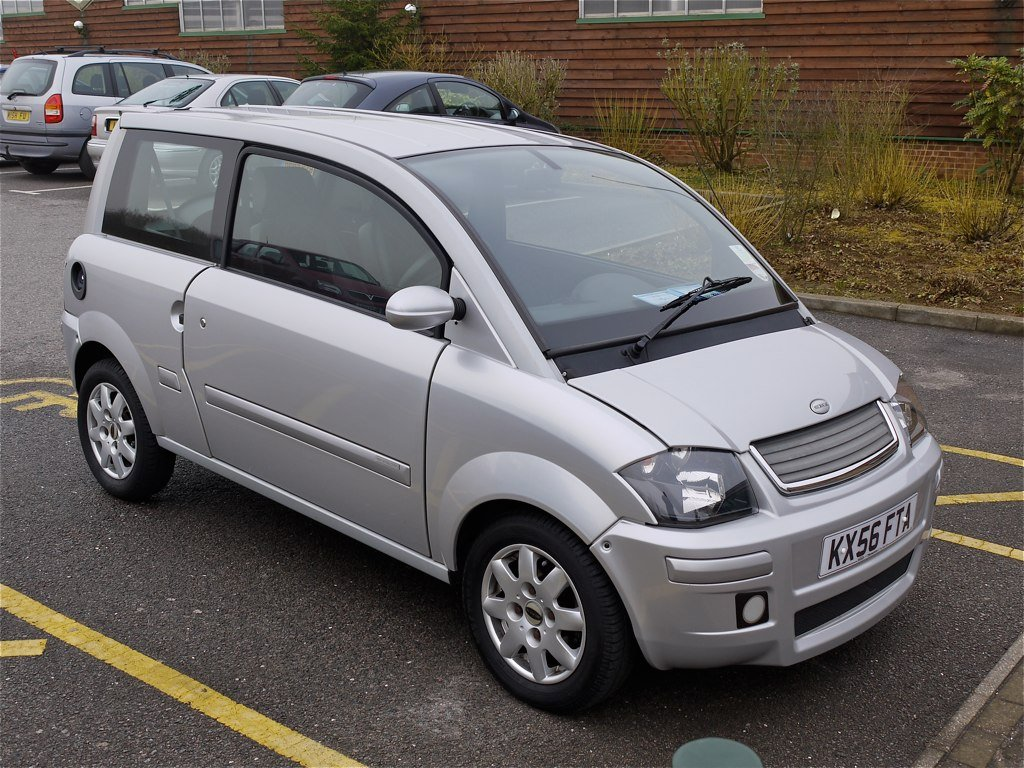
Microcar MC2 Dynamic, un modelo que cuenta con transmisión automática CVT y un motor de 2 cilindros de 505cc que funciona con gasolina. Ofrece una eficiencia de combustible de 65 millas por galón.

Microcar es una fábrica de automóviles perteneciente al grupo Bénéteau, líder mundial en la fabricación de embarcaciones de vela desde 1982.
La empresa fabrica vehículos catalogados como cuadriciclo o ciclomotor, y pueden ser conducidos como tales, ya que no precisan del permiso de conducir.
En los últimos años, este tipo de vehículos han experimentado un avance tecnológico, equipando motores diésel con unos consumos bajos.

## Modelos Microcar
- Microcar MC1 Generic
- Microcar MC2 Dynamic YANMAR
- Microcar MC2 Preference
- Microcar MC2 Preference YANMAR
- Microcar MC Paris
- Microcar MC Sun
- Microcar MGO SPack
- Microcar MGO SXI
- Microcar F8 (Deportivo)
- Microcar F8J (Deportivo)
- Microcar Cargo (Furgoneta)
- Microcar Primo (Furgoneta)
- Microcar Mgo Highland X-DCI
- Microcar DUE

## Otros productores de microcoches
- Ligier
- Piaggio
- Aixam